# Пропедевтика
Пропедевтика (προπαιδεύω (старогръцки) – предварително уча, да се подготвя) – съкратено резюме на всяка наука по систематичен начин, т.е. подготовка, въвеждащ курс във всяка наука, предварително дълбоко и детайлно проучване на дисциплината.
Философска пропедевтика – научна систематика, свързана със запознаване на обучаваните (ученици, студенти, читателите), с функции на философията като дисциплина, обучение за творческо усвояване на философски теми и независимо проучване на философията.
Основен проблем, който се счита за философски и пропедевтичен е:
подходът, свързан с обучението, да се движи от нивото на ежедневния свят на обучаемите, към ниво на теоретична перспектива, перспектива на природно – съзнателна перспектива; или казано по друг начин:
от перспектива, на вярата (вярването в нещо-си) – към света на доказателства, които се основават на разума, логически аргументирани доказателства и реалистични, аналитични изводи.
Във философската традиция на Кант - пропедевтика често се нарича общият ход на логиката на Аристотел, който е пред изучаването на природните науки, като специални области на знанието.
Кант, като философска пропедевтика, предлага да се разглежда неговата трансцендентална философия (в тесния смисъл на думата – трансцендентална логика), която изследва източниците и границите на „чистия разум“.
Хегел от своя страна придава по-голяма стойност на пропедевтичната диалектическа логика, която е предмет на мислене като такива.